# Geraldo Pereira de Matos Filho
Geraldo Pereira de Matos Filho (sinh ngày 27 tháng 1 năm 1953) là một huấn luyện viên và cựu cầu thủ bóng đá người Brasil.
Geraldo Pereira de Matos Filho đã từng chơi cho Vasco da Gama, Coritiba, Grêmio và Figueirense.